# 西澤裕倖
西澤 裕倖（にしざわ ひろゆき、1988年 - ）は、日本のメンタルセラピスト、企業経営者。
大阪府吹田市出身。甲南大学マネジメント創造学部卒業。2011年、大学在学中に起業。その後、心理セラピストとして活動し、2018年株式会社Central&Missionを設立。同社の代表取締役に就任。
一般社団法人UNSDGs人材育成機構 理事。株式会社Mission&Stage 代表取締役。一般社団法人日本カウンセリング協会代表理事。

## 出演
テレビ
- ビジネス共同参画TV ＃84（千葉テレビ　2020年10月24日放送）
- 踊る千葉テレYAGURA（千葉テレビ　2021年6月5日放送）

ラジオ
- 西澤裕倖の“人生を根本から変える”心理セラピストの心の問題解決術（ラジオ関西）

## 著書
- 凡人がお金持ちになるための10の秘密（主婦の友社、2021年8月 ISBN 9784074491834）